# Купсола (Кукнурське сільське поселення)
Купсо́ла (рос. Купсола, марій. Купсола) — присілок у складі Сернурського району Марій Ел, Росія. Входить до складу Кукнурського сільського поселення.

## Населення
Населення — 191 особа (2010; 239 у 2002).
Національний склад (станом на 2002 рік):
- марі — 99 %